# Campeonato Mundial de Voleibol Masculino de 2010

Nações participantes do Campeonato Mundial de 2010

O Campeonato Mundial de Voleibol Masculino de 2010 foi a 17ª edição da principal competição organizada pela Federação Internacional de Voleibol (FIVB). Foi realizada na Itália entre 25 de setembro e 10 de outubro com 24 seleções.
Defendendo seus títulos conquistados em 2002 e 2006, o Brasil novamente chegou a final onde derrotou Cuba por 3 sets a 0 e igualou o feito da Itália na década de 1990 com três títulos mundiais consecutivos. O ponteiro brasileiro Murilo Endres foi eleito o melhor jogador do torneio.
O campeonato no entanto, ficou marcado pelo chamado "jogo da vergonha", em que a seleção brasileira perdeu de propósito para a Bulgária em protesto contra o regulamento, que previa, segundo Bernardinho, um caminho mais fácil até a final em caso de derrota do que em caso de vitória. Após a competição, o treinador declarou arrependimento.

## Qualificação
Um recorde de 214 nações se inscreveram para o processo qualificatório do Mundial. Ao final, 24 obtiveram a classificação através dos torneios organizados por cada confederação, sendo que duas vagas já estavam destinadas a Itália, por ser o país-sede, e ao Brasil, atual campeão. A Europa teve direito ao maior número de vagas com oito, seguida da América do Norte, Central e Caribe com cinco, Ásia com quatro, África com três e a América do Sul com duas vagas.
| África (CAVB)                | América do Norte, Central e Caribe (NORCECA)           | América do Sul (CSV)                             | Ásia e Oceania (AVC)              | Europa (CEV)                                                                                        |
| ---------------------------- | ------------------------------------------------------ | ------------------------------------------------ | --------------------------------- | --------------------------------------------------------------------------------------------------- |
| - Egito - Tunísia - Camarões | - Estados Unidos - Porto Rico - Cuba - Canadá - México | - Brasil (atual campeão) - Argentina - Venezuela | - China - Austrália - Japão - Irã | - Itália (país-sede) - Rússia - Alemanha - Bulgária - Chéquia - Polônia - França - Sérvia - Espanha |

## Sedes
Dez cidades receberam partidas do campeonato:
| Milão | Verona            | Módena             | Régio da Calábria    |
| Mediolanum Forum | PalaOlimpia       | PalaPanini         | PalaCalafiore        |
| Capacidade: 11 500 | Capacidade: 6 200 | Capacidade: 5 100  | Capacidade: 7 200    |
| |                   |                    |                      |
| Florença Turim Trieste Módena Verona Catânia Ancona Assago Régio da Calábria RomaCampeonato Mundial de Voleibol Masculino de 2010 (Itália) |                   |                    |                      |
| Turim | Trieste           |                    |                      |
| PalaRuffini | PalaTrieste       |                    |                      |
| Capacidade: 5 000 | Capacidade: 6 972 |                    |                      |
| |                   |                    |                      |
| Catânia | Ancona            | Roma               | Florença             |
| PalaCatania | PalaRossini       | PalaLottomatica    | Nelson Mandela Forum |
| Capacidade: 5 000 | Capacidade: 6 500 | Capacidade: 10 710 | Capacidade: 5 500    |
| |                   |                    |                      |

## Fórmula de disputa
A edição de 2010 do Campeonato Mundial masculino foi composta de cinco fases. Na primeira fase as 24 equipes foram divididas em seis grupos com quatro equipes cada, com as três melhores seleções de cada grupo avançando para a segunda fase. Novamente disputada no sistema de grupos, as equipes foram divididas em seis grupos com três seleções cada um. Os dois melhores de cada grupo avançaram a terceira fase, disputada numa derradeira fase de grupos, totalizando quatro com três equipes. Os vencedores de cada grupo avançaram as semifinais, os segundos colocados para a disputa de quinto lugar e os terceiros colocados para a disputa de nono lugar. Os perdedores das semifinais disputaram o terceiro lugar e os vencedores fizeram a final.
Diferente da pontuação atualmente em vigor na Liga Mundial, o Campeonato Mundial seguiu o sistema tradicional onde o vencedor ganha 2 (dois) pontos e o perdedor 1 (um) ponto.

## Sorteio
O sorteio dos grupos da primeira fase foi realizado em 28 de outubro de 2009 no Auditório Parco della Musica em Roma.
| Grupo A                        | Grupo B                             | Grupo C                                      | Grupo D                                           | Grupo E                               | Grupo F                                |
| ------------------------------ | ----------------------------------- | -------------------------------------------- | ------------------------------------------------- | ------------------------------------- | -------------------------------------- |
| - Itália - Japão - Egito - Irã | - Brasil - Espanha - Cuba - Tunísia | - Rússia - Porto Rico - Austrália - Camarões | - Estados Unidos - Argentina - Venezuela - México | - Bulgária - China - França - Chéquia | - Sérvia - Polônia - Alemanha - Canadá |

## Primeira fase
|  | Equipes classificadas à segunda fase |

### Grupo A (Milão)
|     |        |     | Jogos | Jogos | Jogos | Pontos | Pontos | Pontos | Sets | Sets | Sets  |
| Pos | Equipe | Pts | T     | V     | D     | V      | P      | R      | V    | P    | R     |
| --- | ------ | --- | ----- | ----- | ----- | ------ | ------ | ------ | ---- | ---- | ----- |
| 1   | Itália | 6   | 3     | 3     | 0     | 262    | 207    | 1.266  | 9    | 2    | 4.500 |
| 2   | Egito  | 4   | 3     | 1     | 2     | 243    | 254    | 0.957  | 5    | 6    | 0.833 |
| 3   | Japão  | 4   | 3     | 1     | 2     | 259    | 274    | 0.945  | 4    | 8    | 0.500 |
| 4   | Irã    | 4   | 3     | 1     | 2     | 247    | 276    | 0.895  | 5    | 7    | 0.714 |

| 25 de setembro 17:00 (UTC+1) Relatório | Egito | 3 – 0                         | Irã        | Mediolanum Forum, Milão Público: 6.250 Árbitro(s): CZE Labasta e THA Sowapark |
| 25 de setembro 17:00 (UTC+1) Relatório | 25 -  | Set 1 Set 2 Set 3 Set 4 Set 5 | 21 17 21 - | Mediolanum Forum, Milão Público: 6.250 Árbitro(s): CZE Labasta e THA Sowapark |

| 25 de setembro 21:00 (UTC+1) Relatório | Itália | 3 – 0                         | Japão      | Mediolanum Forum, Milão Público: 11.800 Árbitro(s): TUR Sokullu e CAN Farmer |
| 25 de setembro 21:00 (UTC+1) Relatório | 25 -   | Set 1 Set 2 Set 3 Set 4 Set 5 | 20 16 14 - | Mediolanum Forum, Milão Público: 11.800 Árbitro(s): TUR Sokullu e CAN Farmer |

| 26 de setembro 17:00 (UTC+1) Relatório | Irã           | 3 – 1                         | Japão         | Mediolanum Forum, Milão Público: 2.800 Árbitro(s): CAN Farmer e CZE Labasta |
| 26 de setembro 17:00 (UTC+1) Relatório | 15 25 26 25 - | Set 1 Set 2 Set 3 Set 4 Set 5 | 25 17 24 23 - | Mediolanum Forum, Milão Público: 2.800 Árbitro(s): CAN Farmer e CZE Labasta |

| 26 de setembro 21:00 (UTC+1) Relatório | Egito      | 0 – 3                         | Itália | Mediolanum Forum, Milão Público: 8.700 Árbitro(s): THA Sowapark e TUR Sokullu |
| 26 de setembro 21:00 (UTC+1) Relatório | 20 17 23 - | Set 1 Set 2 Set 3 Set 4 Set 5 | 25 -   | Mediolanum Forum, Milão Público: 8.700 Árbitro(s): THA Sowapark e TUR Sokullu |

| 27 de setembro 17:00 (UTC+1) Relatório | Japão       | 3 – 2                         | Egito          | Mediolanum Forum, Milão Público: 1.500 Árbitro(s): TUR Sokullu e CAN Farmer |
| 27 de setembro 17:00 (UTC+1) Relatório | 32 23 25 15 | Set 1 Set 2 Set 3 Set 4 Set 5 | 34 25 19 17 13 | Mediolanum Forum, Milão Público: 1.500 Árbitro(s): TUR Sokullu e CAN Farmer |

| 27 de setembro 21:00 (UTC+1) Relatório | Itália      | 3 – 2                         | Irã            | Mediolanum Forum, Milão Público: 6.500 Árbitro(s): CZE Labasta e THA Sowapark |
| 27 de setembro 21:00 (UTC+1) Relatório | 25 21 26 15 | Set 1 Set 2 Set 3 Set 4 Set 5 | 21 10 25 28 13 | Mediolanum Forum, Milão Público: 6.500 Árbitro(s): CZE Labasta e THA Sowapark |

### Grupo B (Verona)
|     |         |     | Jogos | Jogos | Jogos | Pontos | Pontos | Pontos | Sets | Sets | Sets  |
| Pos | Equipe  | Pts | T     | V     | D     | V      | P      | R      | V    | P    | R     |
| --- | ------- | --- | ----- | ----- | ----- | ------ | ------ | ------ | ---- | ---- | ----- |
| 1   | Cuba    | 6   | 3     | 3     | 0     | 296    | 263    | 1.125  | 9    | 4    | 2.250 |
| 2   | Brasil  | 5   | 3     | 2     | 1     | 291    | 256    | 1.137  | 8    | 4    | 2,000 |
| 3   | Espanha | 4   | 3     | 1     | 2     | 292    | 302    | 0.967  | 6    | 7    | 0.857 |
| 4   | Tunísia | 3   | 3     | 0     | 3     | 192    | 250    | 0.768  | 1    | 9    | 0.111 |

| 25 de setembro 17:00 (UTC+1) Relatório | Brasil | 3 – 0                         | Tunísia    | PalaOlimpia, Verona Público: 4.700 Árbitro(s): HUN Hobor e POL Dudek |
| 25 de setembro 17:00 (UTC+1) Relatório | 25 -   | Set 1 Set 2 Set 3 Set 4 Set 5 | 14 21 14 - | PalaOlimpia, Verona Público: 4.700 Árbitro(s): HUN Hobor e POL Dudek |

| 25 de setembro 21:00 (UTC+1) Relatório | Espanha        | 2 – 3                         | Cuba        | PalaOlimpia, Verona Público: 5.600 Árbitro(s): QAT Al-Naama e DOM Céspedes |
| 25 de setembro 21:00 (UTC+1) Relatório | 25 18 19 25 13 | Set 1 Set 2 Set 3 Set 4 Set 5 | 21 25 20 15 | PalaOlimpia, Verona Público: 5.600 Árbitro(s): QAT Al-Naama e DOM Céspedes |

| 26 de setembro 17:00 (UTC+1) Relatório | Tunísia | 0 – 3                         | Cuba | PalaOlimpia, Verona Público: 5.530 Árbitro(s): POL Dudek e HUN Hobor |
| 26 de setembro 17:00 (UTC+1) Relatório | 18 15 - | Set 1 Set 2 Set 3 Set 4 Set 5 | 25 - | PalaOlimpia, Verona Público: 5.530 Árbitro(s): POL Dudek e HUN Hobor |

| 26 de setembro 21:00 (UTC+1) Relatório | Brasil     | 3 – 1                         | Espanha       | PalaOlimpia, Verona Público: 6.350 Árbitro(s): DOM Céspedes e QAT Al-Naama |
| 26 de setembro 21:00 (UTC+1) Relatório | 30 21 25 - | Set 1 Set 2 Set 3 Set 4 Set 5 | 28 25 20 19 - | PalaOlimpia, Verona Público: 6.350 Árbitro(s): DOM Céspedes e QAT Al-Naama |

| 27 de setembro 17:00 (UTC+1) Relatório | Espanha | 3 – 1                         | Tunísia       | PalaOlimpia, Verona Público: 4.000 Árbitro(s): QAT Al-Naama e DOM Céspedes |
| 27 de setembro 17:00 (UTC+1) Relatório | 25 -    | Set 1 Set 2 Set 3 Set 4 Set 5 | 23 22 27 23 - | PalaOlimpia, Verona Público: 4.000 Árbitro(s): QAT Al-Naama e DOM Céspedes |

| 27 de setembro 21:00 (UTC+1) Relatório | Cuba           | 3 – 2                         | Brasil      | PalaOlimpia, Verona Público: 6.350 Árbitro(s): HUN Hobor e POL Dudek |
| 27 de setembro 21:00 (UTC+1) Relatório | 34 18 23 25 15 | Set 1 Set 2 Set 3 Set 4 Set 5 | 32 25 21 12 | PalaOlimpia, Verona Público: 6.350 Árbitro(s): HUN Hobor e POL Dudek |

### Grupo C (Módena)
|     |            |     | Jogos | Jogos | Jogos | Pontos | Pontos | Pontos | Sets | Sets | Sets  |
| Pos | Equipe     | Pts | T     | V     | D     | V      | P      | R      | V    | P    | R     |
| --- | ---------- | --- | ----- | ----- | ----- | ------ | ------ | ------ | ---- | ---- | ----- |
| 1   | Rússia     | 6   | 3     | 3     | 0     | 283    | 224    | 1.263  | 9    | 3    | 3,000 |
| 2   | Porto Rico | 5   | 3     | 2     | 1     | 272    | 264    | 1.030  | 8    | 4    | 2,000 |
| 3   | Camarões   | 4   | 3     | 1     | 2     | 213    | 237    | 0.899  | 3    | 7    | 0.429 |
| 4   | Austrália  | 3   | 3     | 0     | 3     | 253    | 296    | 0.855  | 3    | 9    | 0.333 |

| 25 de setembro 17:00 (UTC+1) Relatório | Rússia | 3 – 0                         | Camarões   | PalaPanini, Módena Público: 3.216 Árbitro(s): TUN Boudaya e USA Garcia |
| 25 de setembro 17:00 (UTC+1) Relatório | 25 -   | Set 1 Set 2 Set 3 Set 4 Set 5 | 11 20 22 - | PalaPanini, Módena Público: 3.216 Árbitro(s): TUN Boudaya e USA Garcia |

| 25 de setembro 21:00 (UTC+1) Relatório | Austrália  | 1 – 3                         | Porto Rico | PalaPanini, Módena Público: 2.300 Árbitro(s): ARG Cholakian e NED Groenewegen |
| 25 de setembro 21:00 (UTC+1) Relatório | 22 28 19 - | Set 1 Set 2 Set 3 Set 4 Set 5 | 25 26 25 - | PalaPanini, Módena Público: 2.300 Árbitro(s): ARG Cholakian e NED Groenewegen |

| 26 de setembro 17:00 (UTC+1) Relatório | Camarões   | 0 – 3                         | Porto Rico | PalaPanini, Módena Público: 2.961 Árbitro(s): NED Groenewegen e ARG Cholakian |
| 26 de setembro 17:00 (UTC+1) Relatório | 22 23 19 - | Set 1 Set 2 Set 3 Set 4 Set 5 | 25 -       | PalaPanini, Módena Público: 2.961 Árbitro(s): NED Groenewegen e ARG Cholakian |

| 26 de setembro 21:00 (UTC+1) Relatório | Rússia     | 3 – 1                         | Austrália     | PalaPanini, Módena Público: 3.231 Árbitro(s): USA Garcia e TUN Boudaya |
| 26 de setembro 21:00 (UTC+1) Relatório | 25 24 25 - | Set 1 Set 2 Set 3 Set 4 Set 5 | 17 12 26 20 - | PalaPanini, Módena Público: 3.231 Árbitro(s): USA Garcia e TUN Boudaya |

| 27 de setembro 17:00 (UTC+1) Relatório | Austrália     | 1 – 3                         | Camarões | PalaPanini, Módena Público: 1.659 Árbitro(s): NED Groenewegen e USA Garcia |
| 27 de setembro 17:00 (UTC+1) Relatório | 25 22 21 19 - | Set 1 Set 2 Set 3 Set 4 Set 5 | 21 25 -  | PalaPanini, Módena Público: 1.659 Árbitro(s): NED Groenewegen e USA Garcia |

| 27 de setembro 21:00 (UTC+1) Relatório | Porto Rico     | 2 – 3                         | Rússia      | PalaPanini, Módena Público: 3.313 Árbitro(s): TUN Boudaya e ARG Cholakian |
| 27 de setembro 21:00 (UTC+1) Relatório | 25 14 21 25 11 | Set 1 Set 2 Set 3 Set 4 Set 5 | 21 25 23 15 | PalaPanini, Módena Público: 3.313 Árbitro(s): TUN Boudaya e ARG Cholakian |

### Grupo D (Régio da Calábria)
|     |                |     | Jogos | Jogos | Jogos | Pontos | Pontos | Pontos | Sets | Sets | Sets  |
| Pos | Equipe         | Pts | T     | V     | D     | V      | P      | R      | V    | P    | R     |
| --- | -------------- | --- | ----- | ----- | ----- | ------ | ------ | ------ | ---- | ---- | ----- |
| 1   | Estados Unidos | 6   | 3     | 3     | 0     | 280    | 254    | 1.102  | 9    | 3    | 3,000 |
| 2   | Argentina      | 5   | 3     | 2     | 1     | 259    | 228    | 1.136  | 7    | 4    | 1.750 |
| 3   | México         | 4   | 3     | 1     | 2     | 247    | 260    | 0.950  | 6    | 6    | 1,000 |
| 4   | Venezuela      | 3   | 3     | 0     | 3     | 181    | 225    | 0.804  | 0    | 9    | 0,000 |

| 25 de setembro 17:00 (UTC+1) Relatório | Venezuela  | 0 – 3                         | Argentina | PalaCalafiore, Régio da Calábria Público: 1.500 Árbitro(s): CHN Wang e GER Barnstorf |
| 25 de setembro 17:00 (UTC+1) Relatório | 23 17 18 - | Set 1 Set 2 Set 3 Set 4 Set 5 | 25 -      | PalaCalafiore, Régio da Calábria Público: 1.500 Árbitro(s): CHN Wang e GER Barnstorf |

| 25 de setembro 21:00 (UTC+1) Relatório | Estados Unidos | 3 – 2                         | México      | PalaCalafiore, Régio da Calábria Público: 2.600 Árbitro(s): BEL Di Giacomo e BRA Espicalsky |
| 25 de setembro 21:00 (UTC+1) Relatório | 22 19 25 15    | Set 1 Set 2 Set 3 Set 4 Set 5 | 25 18 22 11 | PalaCalafiore, Régio da Calábria Público: 2.600 Árbitro(s): BEL Di Giacomo e BRA Espicalsky |

| 26 de setembro 17:00 (UTC+1) Relatório | Argentina  | 3 – 1                         | México        | PalaCalafiore, Régio da Calábria Público: 3.800 Árbitro(s): BEL Di Giacomo e BRA Espicalsky |
| 26 de setembro 17:00 (UTC+1) Relatório | 25 17 25 - | Set 1 Set 2 Set 3 Set 4 Set 5 | 12 19 25 15 - | PalaCalafiore, Régio da Calábria Público: 3.800 Árbitro(s): BEL Di Giacomo e BRA Espicalsky |

| 26 de setembro 21:00 (UTC+1) Relatório | Venezuela  | 0 – 3                         | Estados Unidos | PalaCalafiore, Régio da Calábria Público: 3.400 Árbitro(s): GER Barnstorf e CHN Wang |
| 26 de setembro 21:00 (UTC+1) Relatório | 19 23 19 - | Set 1 Set 2 Set 3 Set 4 Set 5 | 25 -           | PalaCalafiore, Régio da Calábria Público: 3.400 Árbitro(s): GER Barnstorf e CHN Wang |

| 27 de setembro 17:00 (UTC+1) Relatório | México | 3 – 0                         | Venezuela | PalaCalafiore, Régio da Calábria Público: 2.900 Árbitro(s): BRA Espicalsky e GER Barnstorf |
| 27 de setembro 17:00 (UTC+1) Relatório | 25 -   | Set 1 Set 2 Set 3 Set 4 Set 5 | 22 20 -   | PalaCalafiore, Régio da Calábria Público: 2.900 Árbitro(s): BRA Espicalsky e GER Barnstorf |

| 27 de setembro 21:00 (UTC+1) Relatório | Estados Unidos | 3 – 1                         | Argentina  | PalaPanini, Módena Público: 4.600 Árbitro(s): CHN Wang e BEL Di Giacomo |
| 27 de setembro 21:00 (UTC+1) Relatório | 22 27 25 -     | Set 1 Set 2 Set 3 Set 4 Set 5 | 25 22 20 - | PalaPanini, Módena Público: 4.600 Árbitro(s): CHN Wang e BEL Di Giacomo |

### Grupo E (Turim)
|     |          |     | Jogos | Jogos | Jogos | Pontos | Pontos | Pontos | Sets | Sets | Sets  |
| Pos | Equipe   | Pts | T     | V     | D     | V      | P      | R      | V    | P    | R     |
| --- | -------- | --- | ----- | ----- | ----- | ------ | ------ | ------ | ---- | ---- | ----- |
| 1   | França   | 6   | 3     | 3     | 0     | 306    | 268    | 1.142  | 9    | 4    | 2.250 |
| 2   | Chéquia  | 5   | 3     | 2     | 1     | 302    | 300    | 1.007  | 8    | 5    | 1.600 |
| 3   | Bulgária | 4   | 3     | 1     | 2     | 289    | 282    | 1.025  | 6    | 6    | 1,000 |
| 4   | China    | 3   | 3     | 0     | 3     | 197    | 244    | 0.807  | 1    | 9    | 0.111 |

| 25 de setembro 17:00 (UTC+1) Relatório | França         | 3 – 2                         | Chéquia        | PalaRuffini, Turim Público: 3.200 Árbitro(s): EGY Shaaban e SRB Bjelic |
| 25 de setembro 17:00 (UTC+1) Relatório | 25 22 25 24 15 | Set 1 Set 2 Set 3 Set 4 Set 5 | 19 25 21 26 10 | PalaRuffini, Turim Público: 3.200 Árbitro(s): EGY Shaaban e SRB Bjelic |

| 25 de setembro 21:00 (UTC+1) Relatório | Bulgária | 3 – 0                         | China      | PalaRuffini, Turim Público: 3.800 Árbitro(s): UKR Melnyk e ITA Santi |
| 25 de setembro 21:00 (UTC+1) Relatório | 25 -     | Set 1 Set 2 Set 3 Set 4 Set 5 | 14 19 22 - | PalaRuffini, Turim Público: 3.800 Árbitro(s): UKR Melnyk e ITA Santi |

| 26 de setembro 17:00 (UTC+1) Relatório | Chéquia    | 3 – 1                         | China         | PalaRuffini, Turim Público: 4.600 Árbitro(s): SRB Bjelic e UKR Melnyk |
| 26 de setembro 17:00 (UTC+1) Relatório | 25 19 25 - | Set 1 Set 2 Set 3 Set 4 Set 5 | 21 25 18 22 - | PalaRuffini, Turim Público: 4.600 Árbitro(s): SRB Bjelic e UKR Melnyk |

| 26 de setembro 21:00 (UTC+1) Relatório | França         | 3 – 2                         | Bulgária       | PalaRuffini, Turim Público: 5.000 Árbitro(s): ITA Santi e EGY Shaaban |
| 26 de setembro 21:00 (UTC+1) Relatório | 25 23 25 28 19 | Set 1 Set 2 Set 3 Set 4 Set 5 | 22 25 17 30 17 | PalaRuffini, Turim Público: 5.000 Árbitro(s): ITA Santi e EGY Shaaban |

| 27 de setembro 17:00 (UTC+1) Relatório | Bulgária      | 1 – 3                         | Chéquia       | PalaRuffini, Turim Público: 1.850 Árbitro(s): ITA Santi e SRB Bjelic |
| 27 de setembro 17:00 (UTC+1) Relatório | 23 25 30 25 - | Set 1 Set 2 Set 3 Set 4 Set 5 | 25 27 28 27 - | PalaRuffini, Turim Público: 1.850 Árbitro(s): ITA Santi e SRB Bjelic |

| 27 de setembro 21:00 (UTC+1) Relatório | China      | 0 – 3                         | França | PalaRuffini, Turim Público: 2.500 Árbitro(s): EGY Shaaban e UKR Melnyk |
| 27 de setembro 21:00 (UTC+1) Relatório | 17 20 19 - | Set 1 Set 2 Set 3 Set 4 Set 5 | 25 -   | PalaRuffini, Turim Público: 2.500 Árbitro(s): EGY Shaaban e UKR Melnyk |

### Grupo F (Trieste)
|     |          |     | Jogos | Jogos | Jogos | Pontos | Pontos | Pontos | Sets | Sets | Sets  |
| Pos | Equipe   | Pts | T     | V     | D     | V      | P      | R      | V    | P    | R     |
| --- | -------- | --- | ----- | ----- | ----- | ------ | ------ | ------ | ---- | ---- | ----- |
| 1   | Polônia  | 6   | 3     | 3     | 0     | 279    | 246    | 1.134  | 9    | 3    | 3,000 |
| 2   | Sérvia   | 4   | 3     | 1     | 2     | 250    | 243    | 1.029  | 5    | 6    | 0.833 |
| 3   | Alemanha | 4   | 3     | 1     | 2     | 237    | 250    | 0.948  | 5    | 6    | 0.833 |
| 4   | Canadá   | 4   | 3     | 1     | 2     | 215    | 242    | 0.888  | 3    | 7    | 0.429 |

| 25 de setembro 17:00 (UTC+1) Relatório | Polônia | 3 – 0                         | Canadá     | PalaTrieste, Trieste Público: 5.000 Árbitro(s): JPN Sakaide e KSA Al-Khelaifi |
| 25 de setembro 17:00 (UTC+1) Relatório | 25 -    | Set 1 Set 2 Set 3 Set 4 Set 5 | 22 21 13 - | PalaTrieste, Trieste Público: 5.000 Árbitro(s): JPN Sakaide e KSA Al-Khelaifi |

| 25 de setembro 21:00 (UTC+1) Relatório | Alemanha | 0 – 3                         | Sérvia | PalaTrieste, Trieste Público: 4.750 Árbitro(s): ITA Pasquali e USA Salvatore |
| 25 de setembro 21:00 (UTC+1) Relatório | 21 13 -  | Set 1 Set 2 Set 3 Set 4 Set 5 | 25 -   | PalaTrieste, Trieste Público: 4.750 Árbitro(s): ITA Pasquali e USA Salvatore |

| 26 de setembro 17:00 (UTC+1) Relatório | Canadá     | 3 – 1                         | Sérvia        | PalaTrieste, Trieste Público: 6.540 Árbitro(s): KSA Al-Khelaifi e JPN Sakaide |
| 26 de setembro 17:00 (UTC+1) Relatório | 25 17 25 - | Set 1 Set 2 Set 3 Set 4 Set 5 | 20 22 25 23 - | PalaTrieste, Trieste Público: 6.540 Árbitro(s): KSA Al-Khelaifi e JPN Sakaide |

| 26 de setembro 21:00 (UTC+1) Relatório | Polônia        | 3 – 2                         | Alemanha       | PalaTrieste, Trieste Público: 5.980 Árbitro(s): USA Salvatore e ITA Pasquali |
| 26 de setembro 21:00 (UTC+1) Relatório | 25 21 25 22 15 | Set 1 Set 2 Set 3 Set 4 Set 5 | 20 25 22 25 13 | PalaTrieste, Trieste Público: 5.980 Árbitro(s): USA Salvatore e ITA Pasquali |

| 27 de setembro 17:00 (UTC+1) Relatório | Alemanha | 3 – 0                         | Canadá     | PalaTrieste, Trieste Público: 4.120 Árbitro(s): KSA Al-Khelaifi e ITA Pasquali |
| 27 de setembro 17:00 (UTC+1) Relatório | 27 25 -  | Set 1 Set 2 Set 3 Set 4 Set 5 | 25 22 20 - | PalaTrieste, Trieste Público: 4.120 Árbitro(s): KSA Al-Khelaifi e ITA Pasquali |

| 27 de setembro 21:00 (UTC+1) Relatório | Sérvia        | 1 – 3                         | Polônia    | PalaTrieste, Trieste Público: 6.600 Árbitro(s): JPN Sakaide e USA Salvatore |
| 27 de setembro 21:00 (UTC+1) Relatório | 19 18 25 23 - | Set 1 Set 2 Set 3 Set 4 Set 5 | 25 21 25 - | PalaTrieste, Trieste Público: 6.600 Árbitro(s): JPN Sakaide e USA Salvatore |

## Segunda fase
|  | Equipes classificadas à terceira fase |

### Grupo G (Catânia)
|     |            |     | Jogos | Jogos | Jogos | Pontos | Pontos | Pontos | Sets | Sets | Sets  |
| Pos | Equipe     | Pts | T     | V     | D     | V      | P      | R      | V    | P    | R     |
| --- | ---------- | --- | ----- | ----- | ----- | ------ | ------ | ------ | ---- | ---- | ----- |
| 1   | Itália     | 4   | 2     | 2     | 0     | 189    | 166    | 1.139  | 6    | 2    | 3,000 |
| 2   | Alemanha   | 3   | 2     | 1     | 1     | 157    | 158    | 0.994  | 4    | 3    | 1.333 |
| 3   | Porto Rico | 2   | 2     | 0     | 2     | 146    | 168    | 0.869  | 1    | 6    | 0.167 |

| 30 de setembro 17:00 (UTC+1) Relatório | Porto Rico | 0 – 3                         | Alemanha | PalaCatania, Catânia Público: 2.000 Árbitro(s): BRA Espicalsky e CHN Wang |
| 30 de setembro 17:00 (UTC+1) Relatório | 22 18 -    | Set 1 Set 2 Set 3 Set 4 Set 5 | 25 -     | PalaCatania, Catânia Público: 2.000 Árbitro(s): BRA Espicalsky e CHN Wang |

| 1 de outubro 21:00 (UTC+1) Relatório | Alemanha      | 1 – 3                         | Itália  | PalaCatania, Catânia Público: 5.000 Árbitro(s): CHN Wang e KSA Al-Khelaifi |
| 1 de outubro 21:00 (UTC+1) Relatório | 25 18 21 18 - | Set 1 Set 2 Set 3 Set 4 Set 5 | 21 25 - | PalaCatania, Catânia Público: 5.000 Árbitro(s): CHN Wang e KSA Al-Khelaifi |

| 2 de outubro 21:00 (UTC+1) Relatório | Itália     | 3 – 1                         | Porto Rico    | PalaCatania, Catânia Público: 5.000 Árbitro(s): KSA Al-Khelaifi e CZE Labasta |
| 2 de outubro 21:00 (UTC+1) Relatório | 25 18 25 - | Set 1 Set 2 Set 3 Set 4 Set 5 | 22 16 25 21 - | PalaCatania, Catânia Público: 5.000 Árbitro(s): KSA Al-Khelaifi e CZE Labasta |

### Grupo H (Milão)
|     |        |     | Jogos | Jogos | Jogos | Pontos | Pontos | Pontos | Sets | Sets | Sets  |
| Pos | Equipe | Pts | T     | V     | D     | V      | P      | R      | V    | P    | R     |
| --- | ------ | --- | ----- | ----- | ----- | ------ | ------ | ------ | ---- | ---- | ----- |
| 1   | Sérvia | 4   | 2     | 2     | 0     | 166    | 145    | 1.145  | 6    | 1    | 6,000 |
| 2   | Cuba   | 3   | 2     | 1     | 1     | 162    | 148    | 1.095  | 4    | 3    | 1.333 |
| 3   | México | 2   | 2     | 0     | 2     | 117    | 152    | 0.770  | 0    | 6    | 0,000 |

| 30 de setembro 17:00 (UTC+1) Relatório | Cuba          | 1 – 3                         | Sérvia  | Mediolanum Forum, Milão Público: 2.300 Árbitro(s): JPN Sakaide e DOM Céspedes |
| 30 de setembro 17:00 (UTC+1) Relatório | 25 19 22 19 - | Set 1 Set 2 Set 3 Set 4 Set 5 | 16 25 - | Mediolanum Forum, Milão Público: 2.300 Árbitro(s): JPN Sakaide e DOM Céspedes |

| 1 de outubro 21:00 (UTC+1) Relatório | México     | 0 – 3                         | Cuba       | Mediolanum Forum, Milão Público: 4.000 Árbitro(s): POL Dudek e JPN Sakaide |
| 1 de outubro 21:00 (UTC+1) Relatório | 17 25 15 - | Set 1 Set 2 Set 3 Set 4 Set 5 | 25 27 25 - | Mediolanum Forum, Milão Público: 4.000 Árbitro(s): POL Dudek e JPN Sakaide |

| 2 de outubro 17:00 (UTC+1) Relatório | Sérvia | 3 – 0                         | México     | Mediolanum Forum, Milão Público: 3.600 Árbitro(s): HUN Hobor e DOM Céspedes |
| 2 de outubro 17:00 (UTC+1) Relatório | 25 -   | Set 1 Set 2 Set 3 Set 4 Set 5 | 23 18 19 - | Mediolanum Forum, Milão Público: 3.600 Árbitro(s): HUN Hobor e DOM Céspedes |

### Grupo I (Catânia)
|     |         |     | Jogos | Jogos | Jogos | Pontos | Pontos | Pontos | Sets | Sets | Sets  |
| Pos | Equipe  | Pts | T     | V     | D     | V      | P      | R      | V    | P    | R     |
| --- | ------- | --- | ----- | ----- | ----- | ------ | ------ | ------ | ---- | ---- | ----- |
| 1   | Espanha | 4   | 2     | 2     | 0     | 207    | 189    | 1.095  | 6    | 3    | 2,000 |
| 2   | Rússia  | 3   | 2     | 1     | 1     | 179    | 160    | 1.119  | 5    | 3    | 1.667 |
| 3   | Egito   | 2   | 2     | 0     | 2     | 141    | 178    | 0.792  | 1    | 6    | 0.167 |

| 30 de setembro 21:00 (UTC+1) Relatório | Rússia | 3 – 0                         | Egito      | PalaCatania, Catânia Público: 1.600 Árbitro(s): CZE Labasta e SRB Bjelic |
| 30 de setembro 21:00 (UTC+1) Relatório | 25 -   | Set 1 Set 2 Set 3 Set 4 Set 5 | 21 17 18 - | PalaCatania, Catânia Público: 1.600 Árbitro(s): CZE Labasta e SRB Bjelic |

| 1 de outubro 17:00 (UTC+1) Relatório | Espanha     | 3 – 2                         | Rússia      | PalaCatania, Catânia Público: 3.100 Árbitro(s): CZE Labasta e BRA Espicalsky |
| 1 de outubro 17:00 (UTC+1) Relatório | 17 22 25 15 | Set 1 Set 2 Set 3 Set 4 Set 5 | 25 21 20 13 | PalaCatania, Catânia Público: 3.100 Árbitro(s): CZE Labasta e BRA Espicalsky |

| 2 de outubro 17:00 (UTC+1) Relatório | Egito         | 1 – 3                         | Espanha    | PalaCatania, Catânia Público: 3.000 Árbitro(s): SRB Bjelic e CHN Wang |
| 2 de outubro 17:00 (UTC+1) Relatório | 20 30 16 19 - | Set 1 Set 2 Set 3 Set 4 Set 5 | 25 28 25 - | PalaCatania, Catânia Público: 3.000 Árbitro(s): SRB Bjelic e CHN Wang |

### Grupo L (Ancona)
|     |                |     | Jogos | Jogos | Jogos | Pontos | Pontos | Pontos | Sets | Sets | Sets  |
| Pos | Equipe         | Pts | T     | V     | D     | V      | P      | R      | V    | P    | R     |
| --- | -------------- | --- | ----- | ----- | ----- | ------ | ------ | ------ | ---- | ---- | ----- |
| 1   | Chéquia        | 4   | 2     | 2     | 0     | 150    | 115    | 1.304  | 6    | 0    | MAX   |
| 2   | Estados Unidos | 3   | 2     | 1     | 1     | 176    | 168    | 1.048  | 3    | 5    | 0.600 |
| 3   | Camarões       | 2   | 2     | 0     | 2     | 145    | 188    | 0.771  | 2    | 6    | 0.333 |

| 30 de setembro 17:00 (UTC+1) Relatório | Estados Unidos | 0 – 3                         | Chéquia | PalaRossini, Ancona Público: 3.200 Árbitro(s): EGY Shaaban e ARG Cholakian |
| 30 de setembro 17:00 (UTC+1) Relatório | 19 22 -        | Set 1 Set 2 Set 3 Set 4 Set 5 | 25 -    | PalaRossini, Ancona Público: 3.200 Árbitro(s): EGY Shaaban e ARG Cholakian |

| 1 de outubro 21:00 (UTC+1) Relatório | Camarões      | 2 – 3                         | Estados Unidos | PalaRossini, Ancona Público: 3.950 Árbitro(s): ITA Santi e QAT Al-Naama |
| 1 de outubro 21:00 (UTC+1) Relatório | 25 14 27 20 7 | Set 1 Set 2 Set 3 Set 4 Set 5 | 23 25 15       | PalaRossini, Ancona Público: 3.950 Árbitro(s): ITA Santi e QAT Al-Naama |

| 2 de outubro 17:00 (UTC+1) Relatório | Chéquia | 3 – 0                         | Camarões   | PalaRossini, Ancona Público: 5.100 Árbitro(s): ARG Cholakian e ITA Santi |
| 2 de outubro 17:00 (UTC+1) Relatório | 25 -    | Set 1 Set 2 Set 3 Set 4 Set 5 | 17 18 17 - | PalaRossini, Ancona Público: 5.100 Árbitro(s): ARG Cholakian e ITA Santi |

### Grupo M (Milão)
|     |           |     | Jogos | Jogos | Jogos | Pontos | Pontos | Pontos | Sets | Sets | Sets  |
| Pos | Equipe    | Pts | T     | V     | D     | V      | P      | R      | V    | P    | R     |
| --- | --------- | --- | ----- | ----- | ----- | ------ | ------ | ------ | ---- | ---- | ----- |
| 1   | Argentina | 4   | 2     | 2     | 0     | 182    | 166    | 1.096  | 6    | 2    | 3,000 |
| 2   | França    | 3   | 2     | 1     | 1     | 161    | 155    | 1.039  | 4    | 3    | 1.333 |
| 3   | Japão     | 2   | 2     | 0     | 2     | 144    | 166    | 0.867  | 1    | 6    | 0.167 |

| 30 de setembro 21:00 (UTC+1) Relatório | França        | 1 – 3                         | Argentina | Mediolanum Forum, Milão Público: 3.900 Árbitro(s): HUN Hobor e USA Salvatore |
| 30 de setembro 21:00 (UTC+1) Relatório | 25 17 23 21 - | Set 1 Set 2 Set 3 Set 4 Set 5 | 16 25 -   | Mediolanum Forum, Milão Público: 3.900 Árbitro(s): HUN Hobor e USA Salvatore |

| 1 de outubro 17:00 (UTC+1) Relatório | Japão      | 0 – 3                         | França | Mediolanum Forum, Milão Público: 1.000 Árbitro(s): DOM Céspedes e HUN Hobor |
| 1 de outubro 17:00 (UTC+1) Relatório | 19 22 23 - | Set 1 Set 2 Set 3 Set 4 Set 5 | 25 -   | Mediolanum Forum, Milão Público: 1.000 Árbitro(s): DOM Céspedes e HUN Hobor |

| 2 de outubro 21:00 (UTC+1) Relatório | Argentina  | 3 – 1                         | Japão         | Mediolanum Forum, Milão Público: 5.300 Árbitro(s): USA Salvatore e POL Dudek |
| 2 de outubro 21:00 (UTC+1) Relatório | 25 16 25 - | Set 1 Set 2 Set 3 Set 4 Set 5 | 22 25 14 19 - | Mediolanum Forum, Milão Público: 5.300 Árbitro(s): USA Salvatore e POL Dudek |

### Grupo N (Ancona)
|     |          |     | Jogos | Jogos | Jogos | Pontos | Pontos | Pontos | Sets | Sets | Sets  |
| Pos | Equipe   | Pts | T     | V     | D     | V      | P      | R      | V    | P    | R     |
| --- | -------- | --- | ----- | ----- | ----- | ------ | ------ | ------ | ---- | ---- | ----- |
| 1   | Bulgária | 4   | 2     | 2     | 0     | 150    | 115    | 1.304  | 6    | 0    | MAX   |
| 2   | Brasil   | 3   | 2     | 1     | 1     | 133    | 131    | 1.015  | 3    | 3    | 1,000 |
| 3   | Polônia  | 2   | 2     | 0     | 2     | 113    | 150    | 0.753  | 0    | 6    | 0,000 |

| 30 de setembro 21:00 (UTC+1) Relatório | Polônia | 0 – 3                         | Brasil | PalaRossini, Ancona Público: 5.650 Árbitro(s): TUR Sokullu e QAT Al-Naama |
| 30 de setembro 21:00 (UTC+1) Relatório | 16 20 - | Set 1 Set 2 Set 3 Set 4 Set 5 | 25 -   | PalaRossini, Ancona Público: 5.650 Árbitro(s): TUR Sokullu e QAT Al-Naama |

| 1 de outubro 17:00 (UTC+1) Relatório | Bulgária | 3 – 0                         | Polônia    | PalaRossini, Ancona Público: 2.800 Árbitro(s): ARG Cholakian e EGY Shaaban |
| 1 de outubro 17:00 (UTC+1) Relatório | 25 -     | Set 1 Set 2 Set 3 Set 4 Set 5 | 22 18 17 - | PalaRossini, Ancona Público: 2.800 Árbitro(s): ARG Cholakian e EGY Shaaban |

| 2 de outubro 21:00 (UTC+1) Relatório | Brasil  | 0 – 3                         | Bulgária | PalaRossini, Ancona Público: 6.050 Árbitro(s): QAT Al-Naama e TUR Sokullu |
| 2 de outubro 21:00 (UTC+1) Relatório | 18 20 - | Set 1 Set 2 Set 3 Set 4 Set 5 | 25 -     | PalaRossini, Ancona Público: 6.050 Árbitro(s): QAT Al-Naama e TUR Sokullu |

## Terceira fase
|  | Equipes classificadas às semifinais             |
|  | Equipes classificadas à disputa de 5º–8º lugar  |
|  | Equipes classificadas à disputa de 9º–12º lugar |

### Grupo O (Roma)
|     |                |     | Jogos | Jogos | Jogos | Pontos | Pontos | Pontos | Sets | Sets | Sets  |
| Pos | Equipe         | Pts | T     | V     | D     | V      | P      | R      | V    | P    | R     |
| --- | -------------- | --- | ----- | ----- | ----- | ------ | ------ | ------ | ---- | ---- | ----- |
| 1   | Itália         | 4   | 2     | 2     | 0     | 192    | 180    | 1.067  | 6    | 2    | 3,000 |
| 2   | Estados Unidos | 3   | 2     | 1     | 1     | 171    | 145    | 1.179  | 4    | 3    | 1.333 |
| 3   | França         | 2   | 2     | 0     | 2     | 137    | 175    | 0.783  | 1    | 6    | 0.167 |

| 4 de outubro 17:00 (UTC+1) Relatório | França     | 0 – 3                         | Estados Unidos | PalaLottomatica, Roma Público: 2.700 Árbitro(s): ARG Cholakian e SRB Bjelic |
| 4 de outubro 17:00 (UTC+1) Relatório | 16 14 23 - | Set 1 Set 2 Set 3 Set 4 Set 5 | 25 -           | PalaLottomatica, Roma Público: 2.700 Árbitro(s): ARG Cholakian e SRB Bjelic |

| 5 de outubro 17:00 (UTC+1) Relatório | Estados Unidos | 1 – 3                         | Itália        | PalaLottomatica, Roma Público: 9.500 Árbitro(s): TUR Sokullu e ARG Cholakian |
| 5 de outubro 17:00 (UTC+1) Relatório | 25 23 26 22 -  | Set 1 Set 2 Set 3 Set 4 Set 5 | 14 25 28 25 - | PalaLottomatica, Roma Público: 9.500 Árbitro(s): TUR Sokullu e ARG Cholakian |

| 6 de outubro 21:00 (UTC+1) Relatório | Itália | 3 – 1                         | França        | PalaLottomatica, Roma Público: 10.400 Árbitro(s): JPN Sakaide e ARG Cholakian |
| 6 de outubro 21:00 (UTC+1) Relatório | 25 -   | Set 1 Set 2 Set 3 Set 4 Set 5 | 18 20 27 19 - | PalaLottomatica, Roma Público: 10.400 Árbitro(s): JPN Sakaide e ARG Cholakian |

### Grupo P (Florença)
|     |           |     | Jogos | Jogos | Jogos | Pontos | Pontos | Pontos | Sets | Sets | Sets  |
| Pos | Equipe    | Pts | T     | V     | D     | V      | P      | R      | V    | P    | R     |
| --- | --------- | --- | ----- | ----- | ----- | ------ | ------ | ------ | ---- | ---- | ----- |
| 1   | Sérvia    | 4   | 2     | 2     | 0     | 192    | 177    | 1.085  | 6    | 2    | 3,000 |
| 2   | Rússia    | 3   | 2     | 1     | 1     | 172    | 150    | 1.147  | 4    | 3    | 1.333 |
| 3   | Argentina | 2   | 2     | 0     | 2     | 134    | 171    | 0.784  | 1    | 6    | 0.167 |

| 4 de outubro 17:00 (UTC+1) Relatório | Sérvia     | 3 – 1                         | Argentina     | Nelson Mandela Forum, Florença Público: 2.100 Árbitro(s): USA Salvatore e ITA Santi |
| 4 de outubro 17:00 (UTC+1) Relatório | 25 21 25 - | Set 1 Set 2 Set 3 Set 4 Set 5 | 15 25 22 18 - | Nelson Mandela Forum, Florença Público: 2.100 Árbitro(s): USA Salvatore e ITA Santi |

| 5 de outubro 17:00 (UTC+1) Relatório | Rússia        | 1 – 3                         | Sérvia        | Nelson Mandela Forum, Florença Público: 2.300 Árbitro(s): HUN Hobor e CHN Wang |
| 5 de outubro 17:00 (UTC+1) Relatório | 26 25 21 25 - | Set 1 Set 2 Set 3 Set 4 Set 5 | 28 16 25 27 - | Nelson Mandela Forum, Florença Público: 2.300 Árbitro(s): HUN Hobor e CHN Wang |

| 6 de outubro 17:00 (UTC+1) Relatório | Argentina  | 0 – 3                         | Rússia | Nelson Mandela Forum, Florença Público: 2.400 Árbitro(s): ITA Santi e QAT Al-Naama |
| 6 de outubro 17:00 (UTC+1) Relatório | 22 17 15 - | Set 1 Set 2 Set 3 Set 4 Set 5 | 25 -   | Nelson Mandela Forum, Florença Público: 2.400 Árbitro(s): ITA Santi e QAT Al-Naama |

### Grupo Q (Florença)
|     |          |     | Jogos | Jogos | Jogos | Pontos | Pontos | Pontos | Sets | Sets | Sets  |
| Pos | Equipe   | Pts | T     | V     | D     | V      | P      | R      | V    | P    | R     |
| --- | -------- | --- | ----- | ----- | ----- | ------ | ------ | ------ | ---- | ---- | ----- |
| 1   | Cuba     | 4   | 2     | 2     | 0     | 208    | 206    | 1.010  | 6    | 3    | 2,000 |
| 2   | Bulgária | 3   | 2     | 1     | 1     | 218    | 210    | 1.038  | 5    | 4    | 1.250 |
| 3   | Espanha  | 2   | 2     | 0     | 2     | 183    | 193    | 0.948  | 2    | 6    | 0.333 |

| 4 de outubro 21:00 (UTC+1) Relatório | Espanha       | 1 – 3                         | Bulgária      | Nelson Mandela Forum, Florença Público: 3.200 Árbitro(s): CZE Labasta e POL Dudek |
| 4 de outubro 21:00 (UTC+1) Relatório | 21 25 28 18 - | Set 1 Set 2 Set 3 Set 4 Set 5 | 25 27 26 25 - | Nelson Mandela Forum, Florença Público: 3.200 Árbitro(s): CZE Labasta e POL Dudek |

| 5 de outubro 21:00 (UTC+1) Relatório | Cuba       | 3 – 1                         | Espanha    | Nelson Mandela Forum, Florença Público: 3.500 Árbitro(s): QAT Al-Naama e CZE Labasta |
| 5 de outubro 21:00 (UTC+1) Relatório | 25 15 25 - | Set 1 Set 2 Set 3 Set 4 Set 5 | 22 25 22 - | Nelson Mandela Forum, Florença Público: 3.500 Árbitro(s): QAT Al-Naama e CZE Labasta |

| 6 de outubro 21:00 (UTC+1) Relatório | Bulgária    | 2 – 3                         | Cuba           | Nelson Mandela Forum, Florença Público: 4.200 Árbitro(s): CHN Wang e HUN Hobor |
| 6 de outubro 21:00 (UTC+1) Relatório | 25 23 28 11 | Set 1 Set 2 Set 3 Set 4 Set 5 | 22 25 26 30 15 | Nelson Mandela Forum, Florença Público: 4.200 Árbitro(s): CHN Wang e HUN Hobor |

### Grupo R (Roma)
|     |          |     | Jogos | Jogos | Jogos | Pontos | Pontos | Pontos | Sets | Sets | Sets  |
| Pos | Equipe   | Pts | T     | V     | D     | V      | P      | R      | V    | P    | R     |
| --- | -------- | --- | ----- | ----- | ----- | ------ | ------ | ------ | ---- | ---- | ----- |
| 1   | Brasil   | 4   | 2     | 2     | 0     | 185    | 155    | 1.194  | 6    | 2    | 3,000 |
| 2   | Alemanha | 3   | 2     | 1     | 1     | 131    | 129    | 1.016  | 3    | 3    | 1,000 |
| 3   | Chéquia  | 2   | 2     | 0     | 2     | 153    | 185    | 0.827  | 2    | 6    | 0.333 |

| 4 de outubro 21:00 (UTC+1) Relatório | Chéquia    | 2 – 3                         | Brasil         | PalaLottomatica, Roma Público: 3.700 Árbitro(s): JPN Sakaide e TUR Sokullu |
| 4 de outubro 21:00 (UTC+1) Relatório | 20 25 21 8 | Set 1 Set 2 Set 3 Set 4 Set 5 | 25 22 23 25 15 | PalaLottomatica, Roma Público: 3.700 Árbitro(s): JPN Sakaide e TUR Sokullu |

| 5 de outubro 21:00 (UTC+1) Relatório | Alemanha | 3 – 0                         | Chéquia    | PalaLottomatica, Roma Público: 2.900 Árbitro(s): SRB Bjelic e JPN Sakaide |
| 5 de outubro 21:00 (UTC+1) Relatório | 25 -     | Set 1 Set 2 Set 3 Set 4 Set 5 | 23 18 13 - | PalaLottomatica, Roma Público: 2.900 Árbitro(s): SRB Bjelic e JPN Sakaide |

| 6 de outubro 17:00 (UTC+1) Relatório | Brasil | 3 – 0                         | Alemanha   | PalaLottomatica, Roma Público: 3.450 Árbitro(s): TUR Sokullu e SRB Bjelic |
| 6 de outubro 17:00 (UTC+1) Relatório | 25 -   | Set 1 Set 2 Set 3 Set 4 Set 5 | 17 20 19 - | PalaLottomatica, Roma Público: 3.450 Árbitro(s): TUR Sokullu e SRB Bjelic |

## Fase final

### Classificação 9º–12º lugar
|  | Classificação 9º–12º lugar | Classificação 9º–12º lugar |   |                         | 9º lugar                | 9º lugar |  |
|  |                            |                            |   |                         |                         |          |  |
|  | 8 de outubro – Florença    |                            |   |                         |                         |          |  |
|  | Argentina                  | 3                          |   |                         |                         |          |  |
|  | Espanha                    | 1                          |   |                         |                         |          |  |
|  |                            |                            |   |                         |                         |          |  |
|  |                            |                            |   |                         | 9 de outubro – Florença |          |  |
|  |                            |                            |   |                         | Argentina               | 3        |  |
|  |                            | Chéquia                    | 1 |                         |                         |          |  |
|  |                            |                            |   |                         |                         |          |  |
|  |                            |                            |   |                         |                         |          |  |
|  |                            |                            |   |                         | 11º lugar               |          |  |
|  | 8 de outubro – Florença    | 8 de outubro – Florença    |   | 9 de outubro – Florença | 9 de outubro – Florença |          |  |
|  | França                     | 0                          |   | Espanha                 | 1                       |          |  |
|  | Chéquia                    | 3                          |   |                         | França                  | 3        |  |

| 8 de outubro 17:00 (UTC+1) Relatório | Argentina  | 3 – 1                         | Espanha    | Nelson Mandela Forum, Florença Público: 600 Árbitro(s): USA Salvatore e POL Dudek |
| 8 de outubro 17:00 (UTC+1) Relatório | 23 25 26 - | Set 1 Set 2 Set 3 Set 4 Set 5 | 25 19 24 - | Nelson Mandela Forum, Florença Público: 600 Árbitro(s): USA Salvatore e POL Dudek |

| 8 de outubro 21:00 (UTC+1) Relatório | França     | 0 – 3                         | Chéquia | Nelson Mandela Forum, Florença Público: 500 Árbitro(s): KSA Al-Khelaifi e DOM Céspedes |
| 8 de outubro 21:00 (UTC+1) Relatório | 21 20 16 - | Set 1 Set 2 Set 3 Set 4 Set 5 | 25 -    | Nelson Mandela Forum, Florença Público: 500 Árbitro(s): KSA Al-Khelaifi e DOM Céspedes |

#### Disputa pelo 11º lugar
| 9 de outubro 17:00 (UTC+1) Relatório | Espanha       | 1 – 3                         | França     | Nelson Mandela Forum, Florença Público: 1.800 Árbitro(s): POL Dudek e USA Salvatore |
| 9 de outubro 17:00 (UTC+1) Relatório | 17 23 25 21 - | Set 1 Set 2 Set 3 Set 4 Set 5 | 25 16 25 - | Nelson Mandela Forum, Florença Público: 1.800 Árbitro(s): POL Dudek e USA Salvatore |

#### Disputa pelo 9º lugar
| 9 de outubro 21:00 (UTC+1) Relatório | Argentina  | 3 – 1                         | Chéquia       | Nelson Mandela Forum, Florença Público: 900 Árbitro(s): DOM Céspedes e KSA Al-Khelaifi |
| 9 de outubro 21:00 (UTC+1) Relatório | 25 18 25 - | Set 1 Set 2 Set 3 Set 4 Set 5 | 22 25 21 22 - | Nelson Mandela Forum, Florença Público: 900 Árbitro(s): DOM Céspedes e KSA Al-Khelaifi |

### Classificação 5º–8º lugar
|  | Classificação 5º–8º lugar | Classificação 5º–8º lugar |   |                       | 5º lugar              | 5º lugar |  |
|  |                           |                           |   |                       |                       |          |  |
|  | 8 de outubro – Módena     |                           |   |                       |                       |          |  |
|  | Rússia                    | 3                         |   |                       |                       |          |  |
|  | Bulgária                  | 1                         |   |                       |                       |          |  |
|  |                           |                           |   |                       |                       |          |  |
|  |                           |                           |   |                       | 9 de outubro – Módena |          |  |
|  |                           |                           |   |                       | Rússia                | 3        |  |
|  |                           | Estados Unidos            | 0 |                       |                       |          |  |
|  |                           |                           |   |                       |                       |          |  |
|  |                           |                           |   |                       |                       |          |  |
|  |                           |                           |   |                       | 7º lugar              |          |  |
|  | 8 de outubro – Módena     | 8 de outubro – Módena     |   | 9 de outubro – Módena | 9 de outubro – Módena |          |  |
|  | Estados Unidos            | 3                         |   | Bulgária              | 3                     |          |  |
|  | Alemanha                  | 0                         |   |                       | Alemanha              | 0        |  |

| 8 de outubro 17:00 (UTC+1) Relatório | Rússia        | 3 – 1                         | Bulgária      | PalaPanini, Módena Público: 3.000 Árbitro(s): CZE Labasta e EGY Shaaban |
| 8 de outubro 17:00 (UTC+1) Relatório | 25 26 20 25 - | Set 1 Set 2 Set 3 Set 4 Set 5 | 20 24 25 23 - | PalaPanini, Módena Público: 3.000 Árbitro(s): CZE Labasta e EGY Shaaban |

| 8 de outubro 21:00 (UTC+1) Relatório | Estados Unidos | 3 – 0                         | Alemanha   | PalaPanini, Módena Público: 3.424 Árbitro(s): SRB Bjelic e BRA Espicalsky |
| 8 de outubro 21:00 (UTC+1) Relatório | 25 -           | Set 1 Set 2 Set 3 Set 4 Set 5 | 22 20 23 - | PalaPanini, Módena Público: 3.424 Árbitro(s): SRB Bjelic e BRA Espicalsky |

#### Disputa pelo 7º lugar
| 9 de outubro 17:00 (UTC+1) Relatório | Bulgária  | 3 – 0                         | Alemanha   | PalaPanini, Módena Público: 4.700 Árbitro(s): BRA Espicalsky e CZE Labasta |
| 9 de outubro 17:00 (UTC+1) Relatório | 26 25 - - | Set 1 Set 2 Set 3 Set 4 Set 5 | 24 24 21 - | PalaPanini, Módena Público: 4.700 Árbitro(s): BRA Espicalsky e CZE Labasta |

#### Disputa pelo 5º lugar
| 9 de outubro 21:00 (UTC+1) Relatório | Rússia | 3 – 0                         | Estados Unidos | PalaPanini, Módena Público: 4.700 Árbitro(s): EGY Shaaban e ARG Cholakian |
| 9 de outubro 21:00 (UTC+1) Relatório | 25 - - | Set 1 Set 2 Set 3 Set 4 Set 5 | 19 21 19 - -   | PalaPanini, Módena Público: 4.700 Árbitro(s): EGY Shaaban e ARG Cholakian |

### Semifinais
|  | Semifinais          | Semifinais          |   |                      | Final                | Final |  |
|  |                     |                     |   |                      |                      |       |  |
|  | 9 de outubro – Roma |                     |   |                      |                      |       |  |
|  | Sérvia              | 2                   |   |                      |                      |       |  |
|  | Cuba                | 3                   |   |                      |                      |       |  |
|  |                     |                     |   |                      |                      |       |  |
|  |                     |                     |   |                      | 10 de outubro – Roma |       |  |
|  |                     |                     |   |                      | Cuba                 | 0     |  |
|  |                     | Brasil              | 3 |                      |                      |       |  |
|  |                     |                     |   |                      |                      |       |  |
|  |                     |                     |   |                      |                      |       |  |
|  |                     |                     |   |                      | Terceiro lugar       |       |  |
|  | 9 de outubro – Roma | 9 de outubro – Roma |   | 10 de outubro – Roma | 10 de outubro – Roma |       |  |
|  | Itália              | 1                   |   | Sérvia               | 3                    |       |  |
|  | Brasil              | 3                   |   |                      | Itália               | 1     |  |

| 9 de outubro 17:00 (UTC+1) Relatório | Sérvia         | 2 – 3                         | Cuba           | PalaLottomatica, Roma Público: 7.500 Árbitro(s): HUN Hobor e QAT Al-Naama |
| 9 de outubro 17:00 (UTC+1) Relatório | 25 17 29 25 14 | Set 1 Set 2 Set 3 Set 4 Set 5 | 22 25 31 22 16 | PalaLottomatica, Roma Público: 7.500 Árbitro(s): HUN Hobor e QAT Al-Naama |

| 9 de outubro 21:15 (UTC+1) Relatório | Itália        | 1 – 3                         | Brasil     | PalaLottomatica, Roma Público: 11.800 Árbitro(s): CHN Wang e JPN Sakaide |
| 9 de outubro 21:15 (UTC+1) Relatório | 15 22 25 17 - | Set 1 Set 2 Set 3 Set 4 Set 5 | 25 23 25 - | PalaLottomatica, Roma Público: 11.800 Árbitro(s): CHN Wang e JPN Sakaide |

#### Disputa pelo terceiro lugar
| 10 de outubro 17:00 (UTC+1) Relatório | Sérvia   | 3 – 1                         | Itália      | PalaLottomatica, Roma Público: 12.000 Árbitro(s): HUN Hobor e JPN Sakaide |
| 10 de outubro 17:00 (UTC+1) Relatório | 25 26 25 | Set 1 Set 2 Set 3 Set 4 Set 5 | 21 20 28 19 | PalaLottomatica, Roma Público: 12.000 Árbitro(s): HUN Hobor e JPN Sakaide |

#### Final
| 10 de outubro 21:15 (UTC+1) Relatório | Cuba         | 0 – 3                         | Brasil | PalaLottomatica, Roma Público: 12.000 Árbitro(s): TUR Sokullu e ITA Santi |
| 10 de outubro 21:15 (UTC+1) Relatório | 22 14 22 - - | Set 1 Set 2 Set 3 Set 4 Set 5 | 25 - - | PalaLottomatica, Roma Público: 12.000 Árbitro(s): TUR Sokullu e ITA Santi |

## Classificação final
| Campeão | Vice-campeão | Terceiro lugar |
| BrasilBruno Rezende · Alan Domingos · Sidnei dos Santos · Leandro Vissotto · Gilberto Godoy · Murilo Endres · Théo Lopes · João Paulo Tavares · João Paulo Bravo · Rodrigo Santana · Lucas Saatkamp · Marlon Yared · Dante Amaral · Mário Júnior | CubaWilfredo León · Yoandry Leal · Keibir Gutiérrez · Osmany Camejo · Rolando Cepeda · Rafael Ortiz · Henry Bell · Robertlandy Simón · Raydel Hierrezuelo · Isbel Mesa · Yoandri Díaz · Fernando Hernández · | Sérvia Nikola Kovačević · Bojan Janić · Vlado Petković · Miloš Terzić · Dragan Stanković · Marko Samardžić · Nikola Grbić · Miloš Nikić · Milan Rašić · Ivan Miljković · Saša Starović · Borislav Petrović · Marko Podraščanin · Nikola Rosić |

| 4  | Itália         |
| 5  | Rússia         |
| 6  | Estados Unidos |
| 7  | Bulgária       |
| 8  | Alemanha       |
| 9  | Argentina      |
| 10 | Chéquia        |
| 11 | França         |
| 12 | Espanha        |
| 13 | Camarões       |
| 13 | Egito          |
| 13 | Japão          |
| 13 | México         |
| 13 | Polônia        |
| 13 | Porto Rico     |
| 19 | Austrália      |
| 19 | Canadá         |
| 19 | China          |
| 19 | Irã            |
| 19 | Tunísia        |
| 19 | Venezuela      |

## Prêmios individuais
| MVP (Most Valuable Player) | Murilo Endres     | Brasil         |
| Melhor atacante            | Maxim Mikhaylov   | Rússia         |
| Melhor bloqueio            | Robertlandy Simón | Cuba           |
| Melhor sacador             | Clayton Stanley   | Estados Unidos |
| Melhor líbero              | Ferdinand Tille   | Alemanha       |
| Melhor levantador          | Nikola Grbić      | Sérvia         |
| Maior pontuador            | Ibán Pérez        | Espanha        |

## Estatísticas por fundamento
| Posição | Jogador              | Pontos |
| ------- | -------------------- | ------ |
| 1       | ESP Ibán Pérez       | 173    |
| 2       | BUL Vladimir Nikolov | 168    |
| 3       | SRB Ivan Miljković   | 168    |
| 4       | RUS Maxim Mikhaylov  | 162    |
| 5       | ARG Facundo Conte    | 157    |

| Posição | Jogador              | Aproveitamento (%) |
| ------- | -------------------- | ------------------ |
| 1       | RUS Maxim Mikhaylov  | 58,82              |
| 2       | CZE Jiří Popelka     | 56,33              |
| 3       | CUB Wilfredo León    | 56,14              |
| 4       | CZE Peter Pláteník   | 55,46              |
| 5       | BUL Vladimir Nikolov | 52,94              |

| Posição | Jogador               | Média de pontos por set |
| ------- | --------------------- | ----------------------- |
| 1       | CUB Robertlandy Simón | 1,05                    |
| 2       | ITA Luigi Mastrangelo | 0,91                    |
| 3       | BRA Rodrigo Santana   | 0,85                    |
| 4       | BUL Nikolay Nikolov   | 0,74                    |
| 5       | SRB Dragan Stanković  | 0,71                    |

| Posição | Jogador               | Média de pontos por set |
| ------- | --------------------- | ----------------------- |
| 1       | USA Clayton Stanley   | 0,70                    |
| 2       | BUL Vladimir Nikolov  | 0,53                    |
| 3       | RUS Dmitriy Muserskiy | 0,53                    |
| 4       | RUS Maxim Mikhaylov   | 0,50                    |
| 5       | BRA Murilo Endres     | 0,42                    |

| Posição | Jogador             | Média de defesas por set |
| ------- | ------------------- | ------------------------ |
| 1       | GER Ferdinand Tille | 3,17                     |
| 2       | ITA Davide Marra    | 3,03                     |
| 3       | CZE Martin Krištof  | 2,85                     |
| 4       | ESP Francesc Llenas | 2,71                     |
| 5       | BUL Teodor Salparov | 2,35                     |

| Posição | Jogador                | Levantamentos por set |
| ------- | ---------------------- | --------------------- |
| 1       | ITA Valerio Vermiglio  | 10,97                 |
| 2       | CZE Lukaš Tichaček     | 10,14                 |
| 3       | BRA Bruno Rezende      | 8,12                  |
| 4       | CUB Raydel Hierrezuelo | 7,92                  |
| 5       | SRB Nikola Grbić       | 7,57                  |

| Posição | Jogador             | Aproveitamento (%) |
| ------- | ------------------- | ------------------ |
| 1       | CZE Peter Pláteník  | 74,31              |
| 2       | BRA Murilo Endres   | 70,51              |
| 3       | CZE Martin Krištof  | 68,75              |
| 4       | FRA Stéphane Antiga | 67,98              |
| 5       | GER Ferdinand Tille | 63,59              |

| Posição | Jogador               | Média de recepções por set |
| ------- | --------------------- | -------------------------- |
| 1       | GER Ferdinand Tille   | 7,43                       |
| 2       | ITA Davide Marra      | 7,20                       |
| 3       | CZE Martin Krištof    | 6,91                       |
| 4       | ESP Francesc Llenas   | 6,53                       |
| 5       | USA Richard Lambourne | 6,03                       |